# Barraca del camí del Masot V
La Barraca del camí del Masot V és una obra del Pla de Santa Maria (Alt Camp) inclosa a l'Inventari del Patrimoni Arquitectònic de Catalunya.

## Descripció
És una barraca de planta de ferradura, orientada a ESE, amb un portal capçat amb una llinda.
A l'interior hi ha una falsa cúpula amb una alçada màxima de 3'15m. La cambra és de planta rectangular i mesura 2'20 m de fondària i 4'43 d'amplada. També hi ha una menjadora i un cocó.
A la dreta de la construcció hi ha un paravents amb una menjadora.